# Kisvirágú nebáncsvirág
A kisvirágú nebáncsvirág (Impatiens parviflora) a nebáncsvirágfélék családjába tartozó, közép-ázsiai eredetű, Magyarországon megtelepedett és terjedőben lévő növényfaj.

## Megjelenése

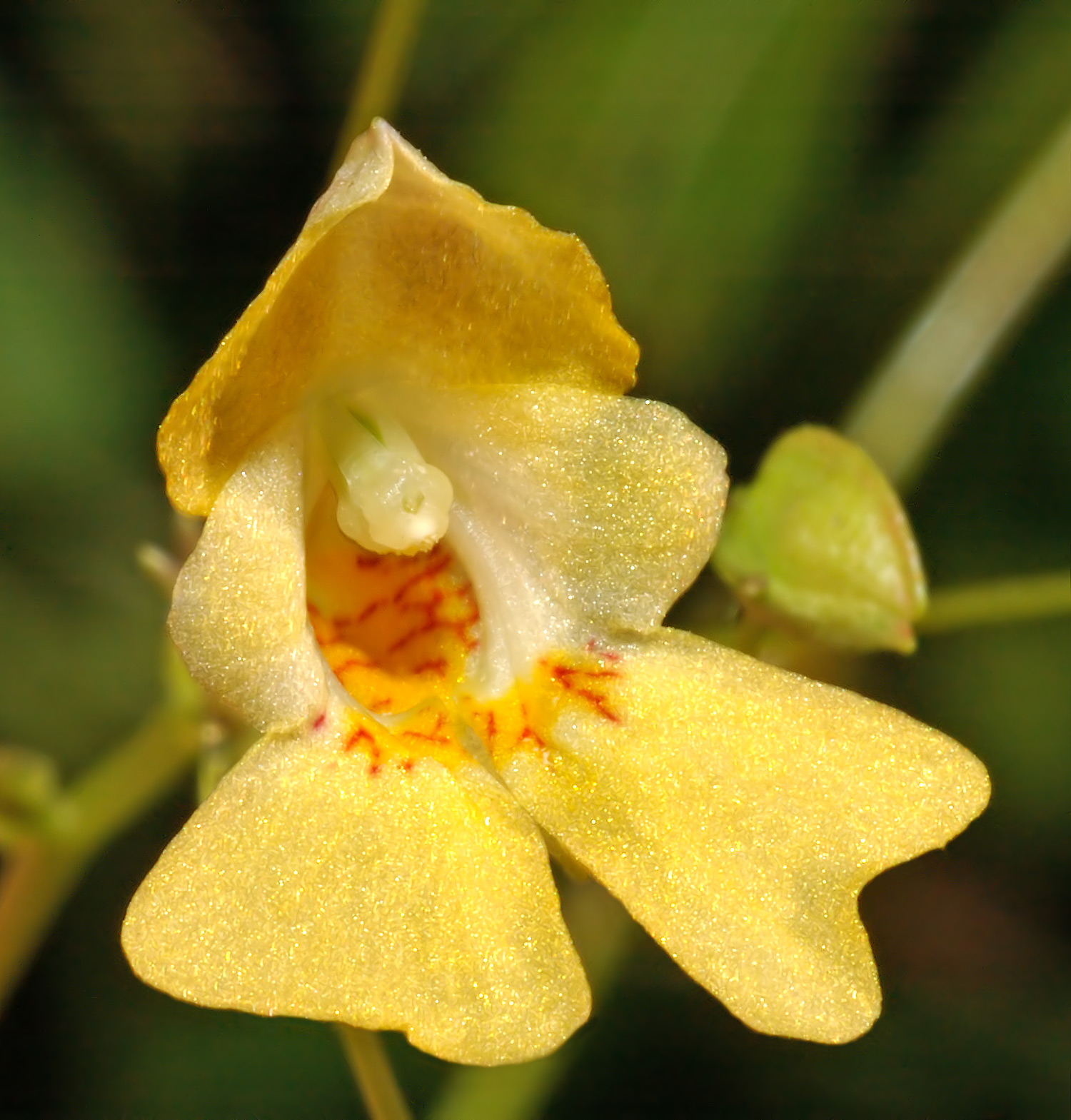

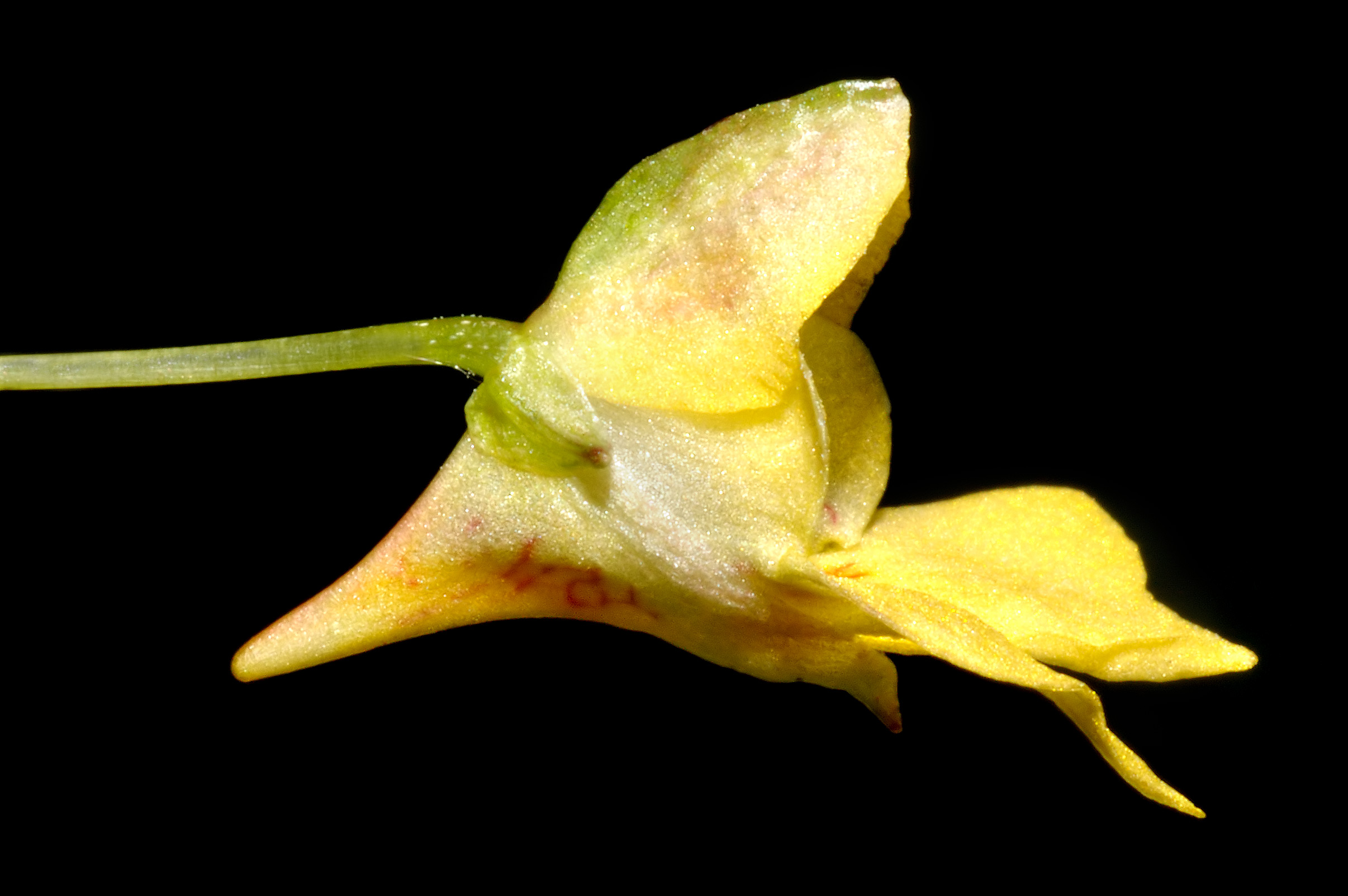
Virága

A kisvirágú nebáncsvirág 20–60 cm magas, lágyszárú, egyéves növény. Kedvezőtlen körülmények között nem magasabb 10 cm-nél, jó termőhelyen akár a 150 cm-t is elérheti. Gyökérzete sekély, az oldalgyökerek hosszabbra nőnek a főgyökérnél, a szárból járulékos gyökerek eredhetnek. Szára egyenes, szőrtelen, kissé áttetsző, a csomóknál megvastagodott. A magányosan álló példányok sűrűn elágazhatnak, a csoportosan növők általában nem fejlesztenek oldalágat. A szár alsó része levéltelen, fent ágazik el és fejleszt leveleket; színe halványzöld, közvetlen napsütés esetén vöröses árnyalatú. Levelei szórt állásúak (a két átellenes állású alsó levél kivételével). A levelek nyele felfelé rövidül, az alul lévők esetében akár 4 cm is lehet, míg a csúcs közelében kb. 0,5 cm. A levelek hossza 3–14 cm, szélessége 4–8 cm, alakjuk tojásdad, elliptikus vagy szélesen lándzsás. Csúcsuk kihegyezett vagy hegyes, ékvállúak, szélük fűrészes. A vállnál nyeles mirigyek (extraflorális nektárium) találhatóak.
Virágzata a hajtás végén található, 4-15 virágból álló, laza fürt. A virágok kétoldalasan szimmetrikusak (zigomorfak), 7–15 mm-esek. Pártájuk halványsárga, esetleg fehér, torka sötétebb sárga, vékony, vöröses erezettel. Öt csészeleveléből a két első redukálódott, a két oldalsó kb. 3 mm-es, zöld; a hátsó a szirmokhoz hasonló színű, 5–10 mm-es sarkantyút alkot. A párta öt sziromlevélből áll: a két oldalsó és hátsó szirom páronként összenőtt, az első 10 mm-re is megnyúlhat. Az öt porzó szála szabad, de a portokok összenőttek. A termőt öt termőlevél alkotja, a magház felső állású.
Termése 15–25 mm hosszú, megnyúlt, csupasz felszínű, buzogány alakú toktermés. A termések 2-3 barna, 3–5 mm-es, hosszában barázdált magot tartalmaznak. Ezermagtömege 4-10 g. Az érett termés cikkelyei a kocsánynál elválva hirtelen feltekerednek, 3-4 méteres távolságra is szétrepítve a magvakat.

## Előfordulása és élőhelye
Közép-Ázsiában őshonos, beleértve a Pamír, az Altáj és a Himalája hegyvidékeit 2100–3000 m magasságig. Európába is behurcolták, feltehetően árukkal kerültek ide magvai. Európai elterjedési területének nyugati határa a Brit-szigetek, keleten Erdély és a balti államok, északon Dél-Skandinávia, délen a szubmediterrán zóna határa. Először 1831-ben észlelték a genfi botanikus kertből kivadult példányait. Eurázsián kívül Kanadába is átkerült. Megtelepedésének első szakaszában botanikus kertekbne, parkokban, temetőkben volt jelen, de hamar meghódította a nedves talajú erdeőket is. Magyarországon 1890-ben tűnt fel a Margitszigeten. 1965-ben még nem vált közönséges gyomnövénnyé én inkább a folyók ártéri erdőiben terjedt el tömegesen. Az 1980-as években jelezték, hogy bejutott a középhegységek üde talajú erdeibe. Később a szárazabb cseres-tölgyesekből, mezei juhar-húsos som társulásokból is leírták. Ma a kisvirágú nebácsvirág Magyarországon a középhegységekben, a Dunántúlon és a folyók mentén szinte mindenütt megtalálható.
Nyirkos, nedves erdők növénye. Inkább mészkerülő; az üde, laza, tápanyagban gazdag, kissé savanyú, humuszos vályog- öntés- vagy homoktalajokat kedveli. Árnyékos vagy félárnyékos helyeken nő.

## Életciklusa
Maghozama tág határok között változhat. Kedvezőtlen körülmények között a termésekben csak egy mag fejlődik vagy egy sem. Jó víz- és tápanyagellátottság mellett egy termésben 4-5 mag is előfordulhat és egy-egy nagyobb példány ezer vagy akár kétezer magot termelhet; átlagosan azonban 123 magot mértek egyedenként. Csírázásához hideg (nem feltétlenül fagyos, 0-5 °C közötti) időszakra van szükség. A csírázás általában már januárban megindul, de a csíranövény felszíni megjelenése csak jóval később, átlagosan április elején következik be. Május végén kezd el virágozni és az első magvak 3-4 héttel később érnek be. A virágzás és termésérlelés ezután folyamatosan történik, kb. négy hónapon át, egészen szeptember végéig, október elejéig. Egy virág 1-2 napig nyílik. A korai, vagy csenevész virágok önbeporzóak, a többieket rovarok (főleg zengőlegyek) porozzák be.

## Természetvédelmi jelentősége
A kisvirágú nebáncsvirág inváziós fajnak tekinthető, őshonos növények konkurense lehet. Leginkább az erdei nebáncsvirág érintett, azonban vizsgálatok szerint a neki megfelelő, nedves élőhelyeken meg tudja őrizni dominanciáját és csak a szuboptimális, szárazabb régiókban szorítja őt ki a kisvirágú nebáncsvirág. A sűrű növényborítású, stabil társulásokba nehezen tud beférkőzni, ám a degradált, bolygatott, fajszegény társulásokba gyorsan betörhet. A fajjal párhuzamosan két jelentékenyebb parazita tudott teret hódítani, a Puccinia komarovii fitopatogén gomba és az Impatientimónum asiaticum levéltetű, amely már átterjedt a szintén adventív bíbor nebáncsvirágra.    

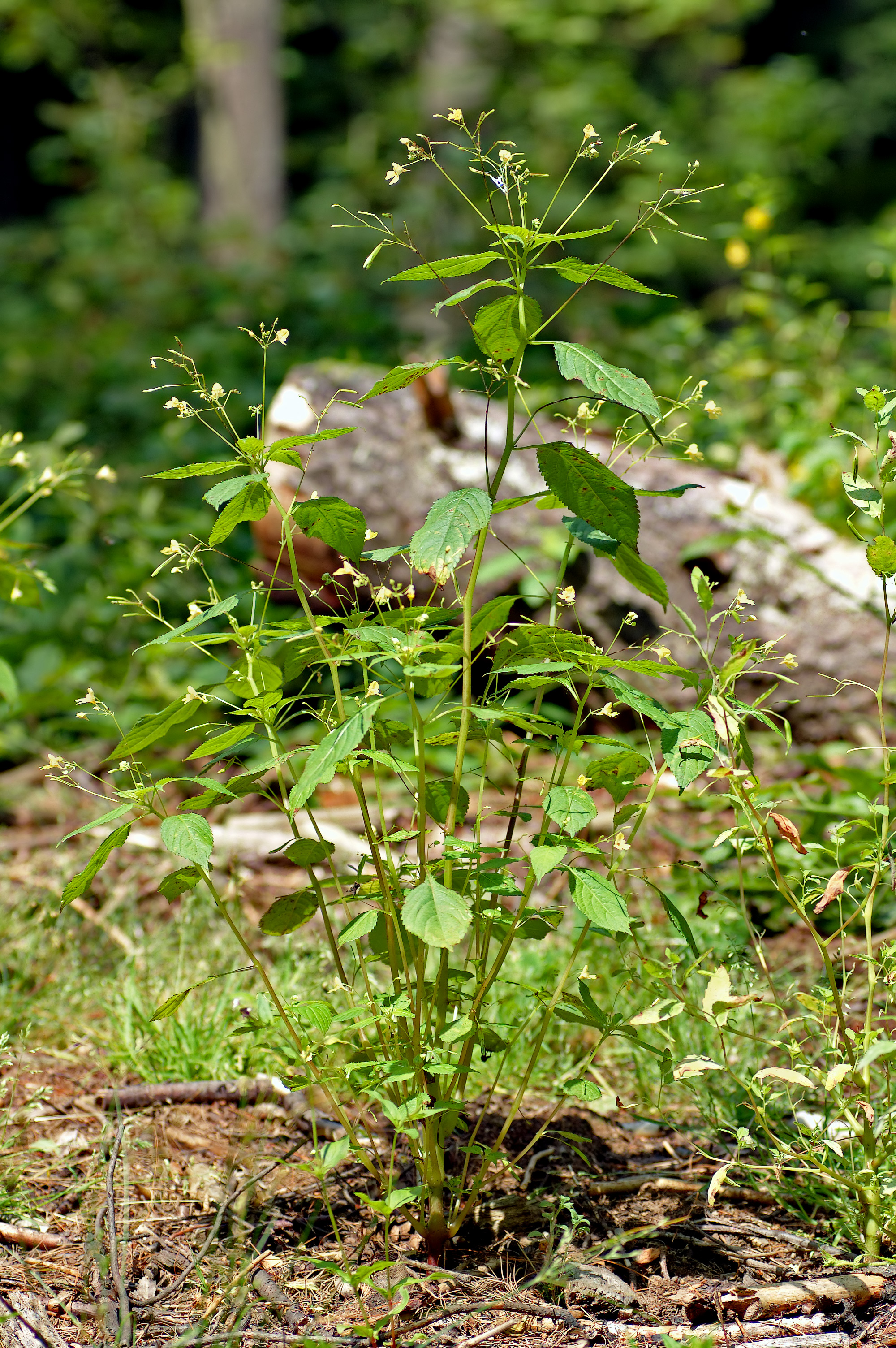
Habitusa
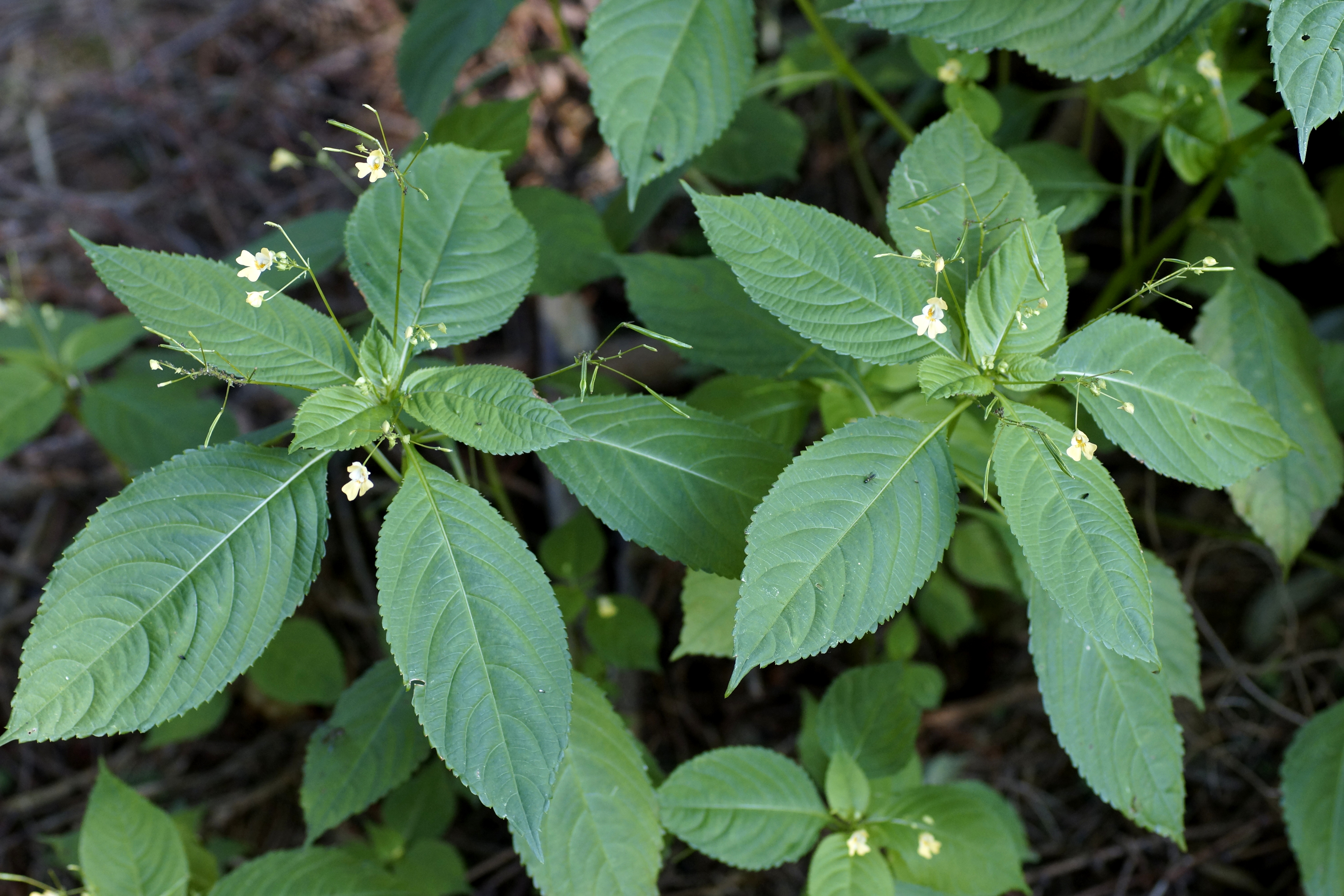
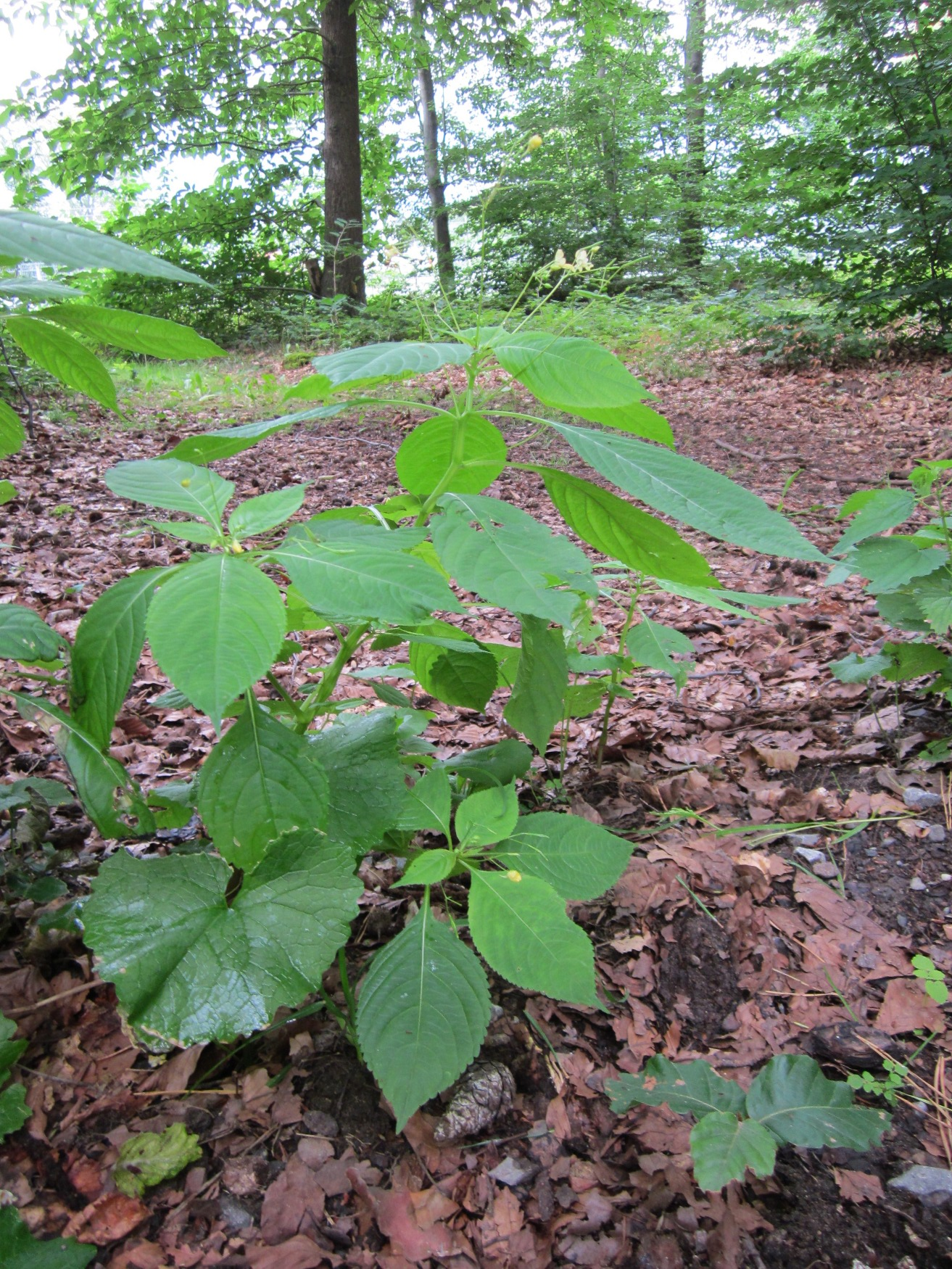
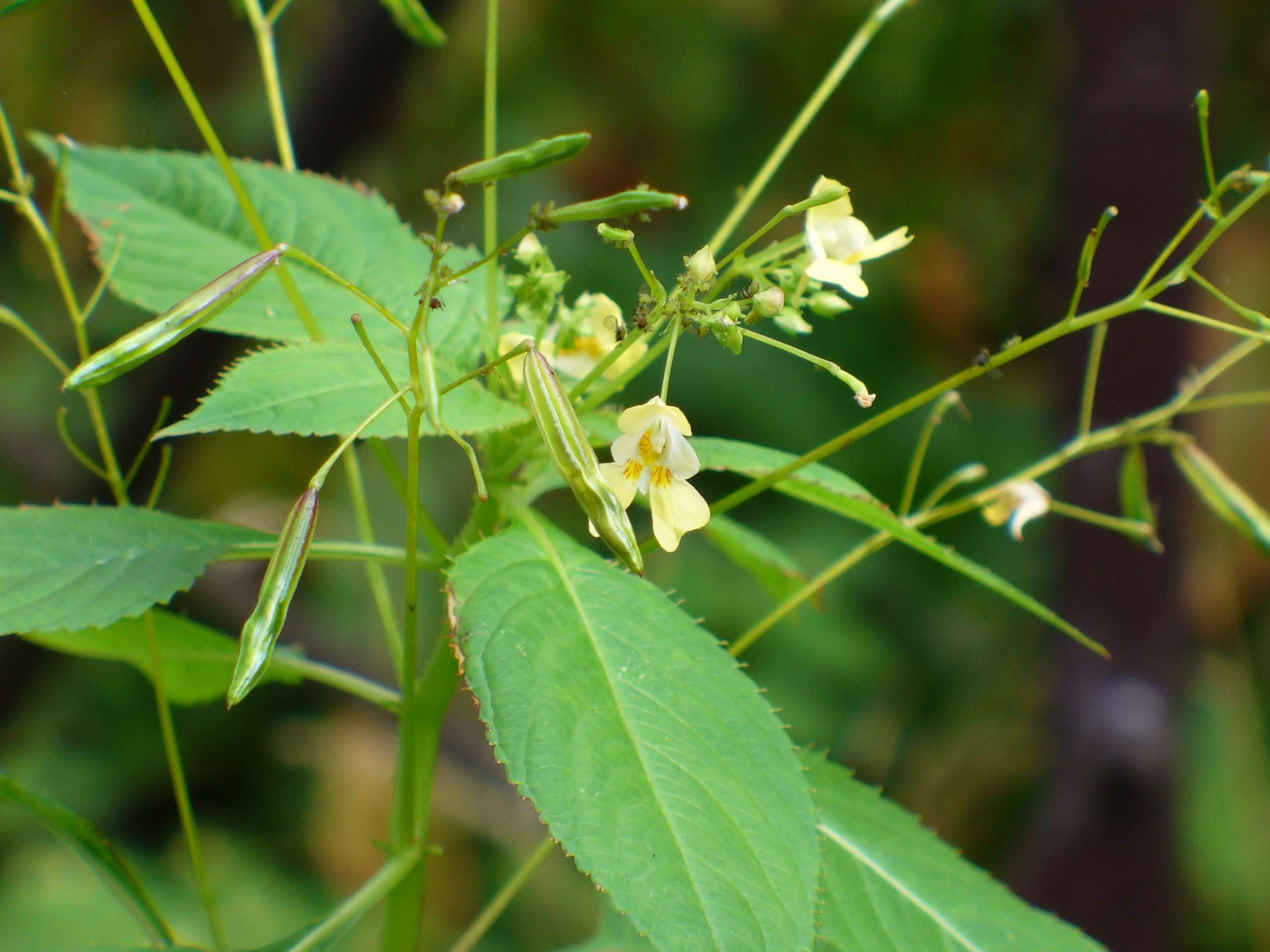
Virága és termése
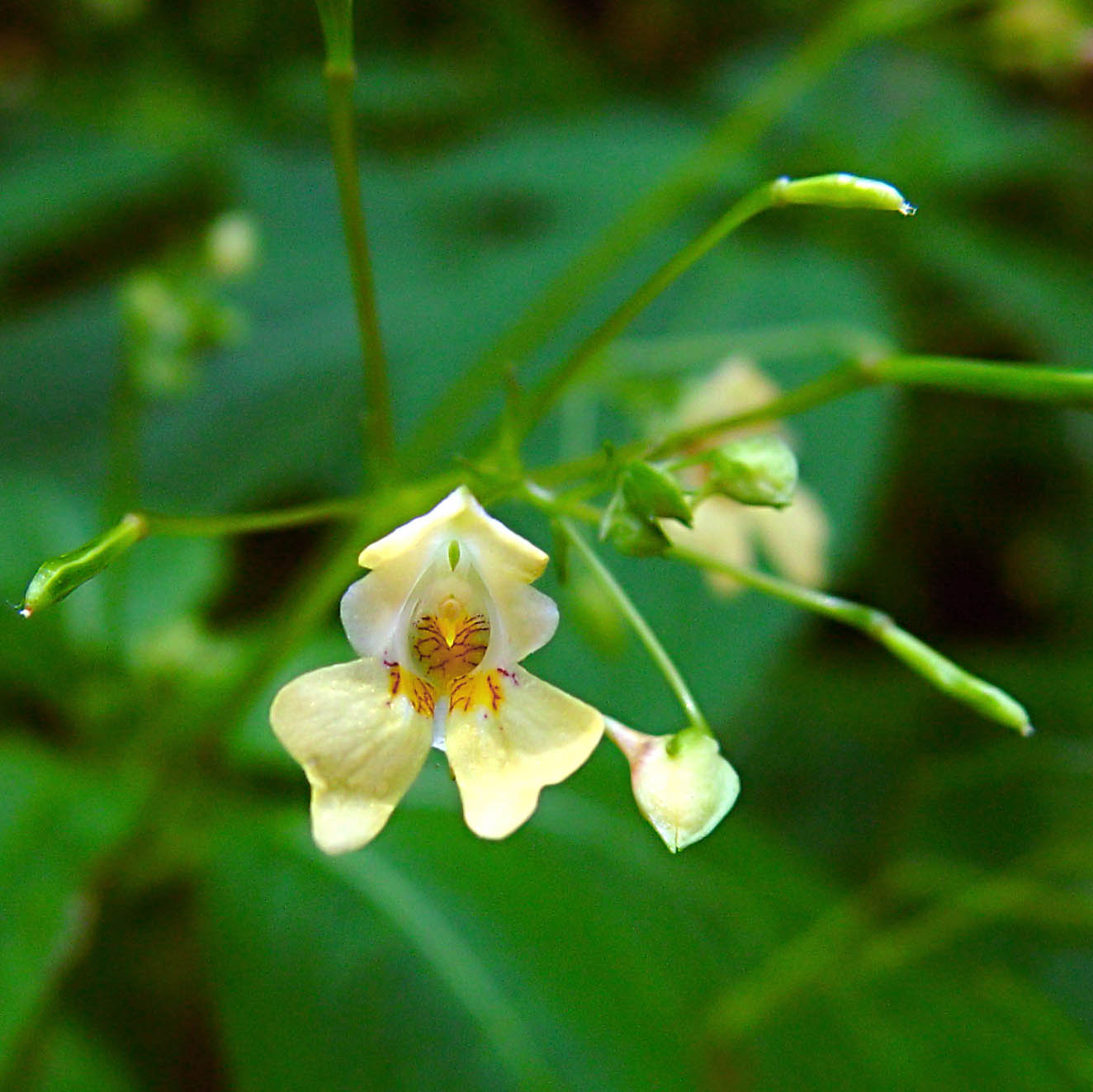